# 雾灵山清凉界石刻
雾灵山清凉界石刻，位于中国河北省承德市北水泉乡大沟村，为承德市兴隆县的一个省级文物保护单位，类型为石刻，公布时间为2001年2月7日。
雾灵山清凉界石刻的历史年代为明代。